# Puschlav

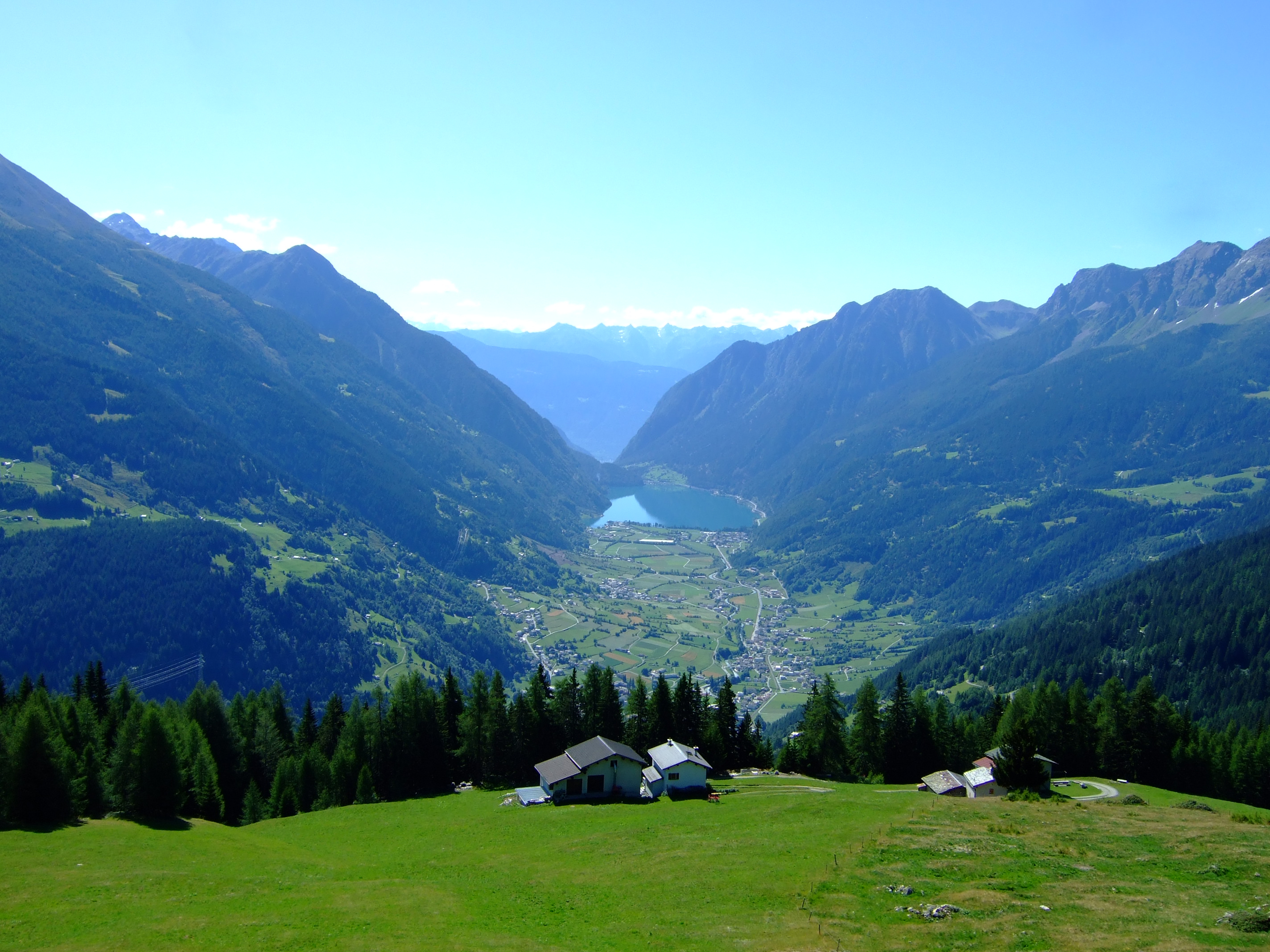
Zentraler Teil des Puschlavs südlich von Poschiavo mit dem See

Puschlav, Lago di Poschiavo und Piz Bernina, historisches Luftbild von Werner Friedli (1954)

Das Puschlav ([pʊʃˈlaːf]; lombardisch Pus’ciaf, italienisch Val Poschiavo, rätoromanisch Valposchiavoⓘ) ist ein italienischsprachiges Südtal im Schweizer Kanton Graubünden. Man erreicht es vom Oberengadin über den Berninapass, vom Veltlin (Italien) über das im äussersten Süden des Tales gelegene Campocologno sowie im Sommer von Livigno (Italien) über die Forcola di Livigno.

## Geographie

### Raum
Das Puschlav wird vom Poschiavino durchflossen. Es umfasst die beiden Gemeinden Brusio und Poschiavo und bildet die Bündner Region Bernina.

### Klima
Das auf knapp 25 Kilometer Länge von 2300 auf 550 m ü. M. abfallende Tal weist drei verschiedene Klimazonen auf:
- hochalpine Zone vom Berninapass bis Alp Grüm
- alpine Zone von Cavaglia bis Le Prese, einschliesslich des Lago di Poschiavo
- subalpine Zone von Brusio bis zur Grenze bei Campocologno.

Dementsprechend hat das im Westen und Osten von Dreitausendern gesäumte Puschlav Anteil an fast allen Höhenstufen der Vegetation, von kollin bis nival.

### Berge (Auswahl)
- Piz Palü 3900 m ü. M.
- Piz Cambrena 3606 m ü. M.
- Piz Varuna 3453 m ü. M.
- Piz Paradisin 3302 m ü. M.
- Piz Cancian 3103 m ü. M.
- Piz Lagalb 2959 m ü. M.
- Piz Combul 2900 m ü. M.
- Sassalb 2861 m ü. M.
- Piz Campasc 2598 m ü. M.
- Col d’Anzana 2224 m ü. M.

## Sprache
Das Puschlav gehört wie das Misox, das Calancatal, das Bergell und die im Oberhalbstein gelegene Ortschaft Bivio zum italienischsprachigen Gebiet Graubündens. Umgangssprache im Puschlav ist das Pus’ciavin, ein alpinlombardischer Dialekt. Im Dialekt heisst das Tal Pus’ciav, in der italienischen Schriftsprache Val Poschiavo. Der Wortschatz und die Volkskultur des Puschlavs werden im Vocabolario dei dialetti della Svizzera italiana dokumentiert.

## Medien
Über Ereignisse und Themen aus dem Puschlav und anderen italienischsprachigen Südtälern Graubündens berichtet seit 1852 die in Poschiavo publizierte Zeitung Il Grigione Italiano, die wöchentlich erscheint, sowie die Radiosendung Voci del Grigione italiano. Daneben existiert noch die Online-Zeitung Il Bernina.

## Geschichte

### Frühzeit bis Mittelalter
Es gibt Funde aus der Bronze- und Eisenzeit, die aber keine dauernde Besiedlung in prähistorischer Zeit belegen. Im Jahr 15 v. Chr. wurde das Gebiet durch die Römer erobert (Augusteische Alpenfeldzüge) und in die Region Gallia cisalpina mit Sitz in Como eingegliedert. Vermutlich war das Puschlav damals schon von Rätern besiedelt. Um 600 gehörte das Puschlav zum  Langobardenreich. Während der späteren Zugehörigkeit zum Fränkischen Reich gelangten die sogenannten Pieven Poschiavo, Bormio und Mazzo (Veltlin) um 800 durch Schenkung an die Abtei Saint-Denis bei Paris. Der Bischof von Como focht die Schenkung jedoch an, da er im Tal Herrschafts- und Grundrechte besass; auch der Bischof von Chur meldete Herrschaftsansprüche an.
Schon im 12. Jahrhundert waren die Gemeinden Poschiavo und Brusio territorial getrennt und bauten je eigene Verwaltungsstrukturen auf. Die Kirche und Klostergemeinschaft San Romerio auf der linken Talseite aus dem 11. Jahrhundert bildete auch eine unabhängige Gebietseinheit. Von etwa 1100 bis 1300 hatten die Herren von Mazzo-Venosta anstelle der Abtei Saint-Denis die Herrschaftsrechte über das Tal inne. Nachdem sie Lehensträger des Bischofs von Chur geworden waren, liessen sie sich 1284 die Rechte des Hochgerichts über das Puschlav bestätigen. Gleichzeitig versuchte auch die Stadt Como ihre Macht über das Tal auszudehnen und setzte einen Podestà, einen Statthalter, ein, der die niedere Gerichtsbarkeit innehatte.
Nachdem Mailand im Jahr 1335 Como besiegt hatte, war auch das Puschlav 1350 unter die Herrschaft der Visconti geraten. 1406 lehnten sich die Talbewohner gegen die Vergabe des Puschlaver Lehens an Giovanni Malacrida von Musso auf. Im Jahr 1408 stellten sie sich unter die Gerichtshoheit des Bischofs von Chur und traten dem Gotteshausbund bei. Die Eroberung des Veltlins durch die Bündner 1512 machten das Puschlav verstärkt zum Zwischenraum und Durchgangsort für den Handel. 1518 wurde die Grenze des Gerichts südwärts zum Turm von Piattamala bei Campocologno verlegt, um den seit Jahrhunderten andauernden Grenzstreitigkeiten mit der Gemeinde Tirano ein Ende zu setzen.

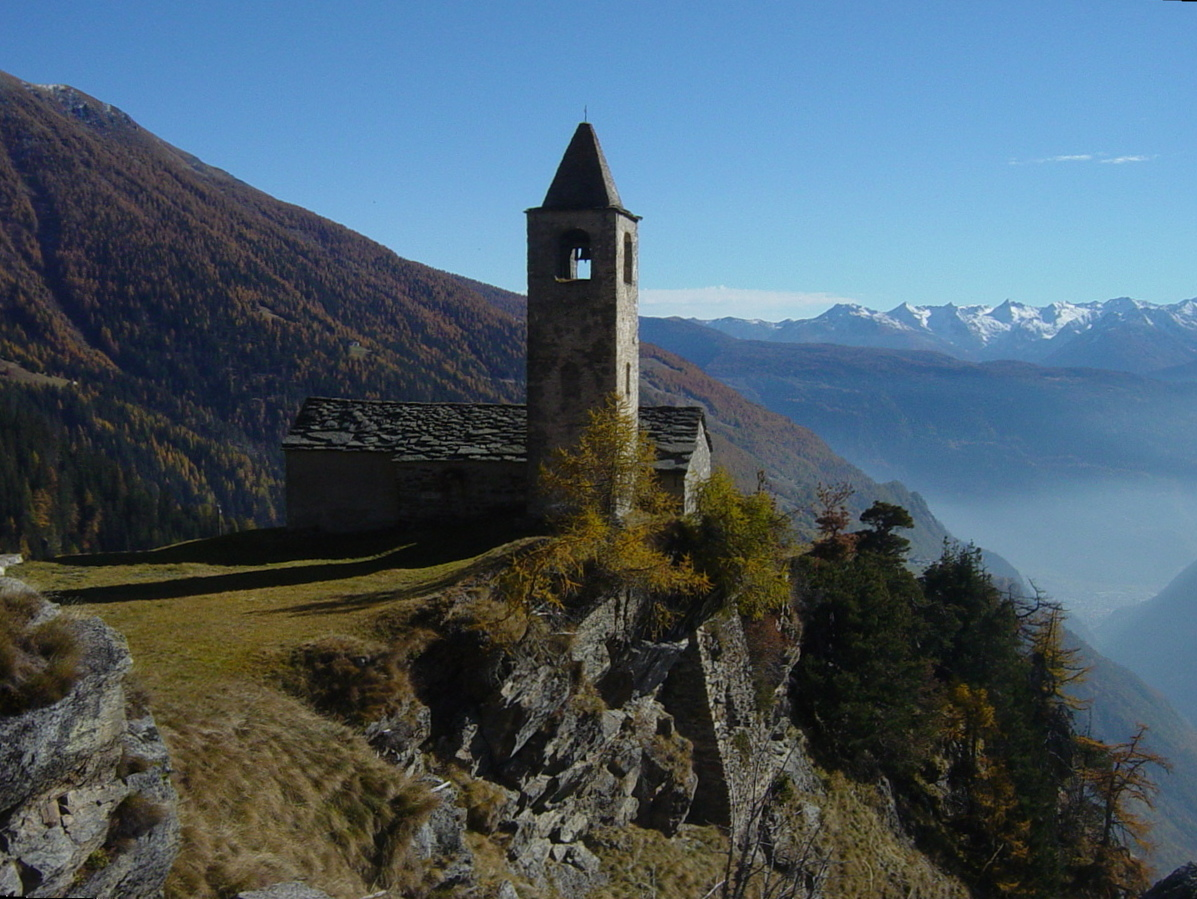
Kirche San Romerio

### Reformation und konfessionelle Spaltung
Wegen der lange anhaltenden Spannungen zwischen Protestanten und Katholiken galt das Puschlav als «Nordirland der Schweiz», in Anspielung auf den Nordirlandkonflikt. Die ersten Protestanten waren Flüchtlinge vor der Inquisition aus Reichsitalien, die sich 1547 im Puschlav ansiedelten, weil sie hier den Schutz der Bündner hatten. Sie bildeten in Poschiavo und Brusio evangelische Gemeinden. Gemäss katholischen Quellen waren 1589 in Brusio ein Drittel und in Poschiavo ein Viertel der Bevölkerung evangelisch geworden.
1620 kam es zum Veltliner Mord, bei dem im Rahmen eines Aufstands der Katholiken gegen die Bündner Herrschaft in Brusio 27 Protestanten getötet wurden. Noch 1623 wurden Evangelische in Poschiavo verfolgt und vertrieben. Erst 1642 griffen die Drei Bünde ein und erzwangen eine Einigung.
Seither schotteten sich die Konfessionen weitgehend voneinander ab und lebten in getrennten Welten. Öffentliche Ämter wurden dem Bevölkerungsanteil gemäss im Verhältnis 2:1 zwischen Katholiken und Protestanten aufgeteilt. Man ärgerte sich gegenseitig durch demonstrative Missachtung der Feiertage der anderen Konfession. Die öffentlichen Schulen blieben bis 1968 – als die Finanzlage die Zusammenlegung erzwang – nach Konfession getrennt, die Kindergärten bis 1990.
Erst in den 1970er-Jahren begann die konfessionelle Trennung im sozialen Alltag in den Hintergrund zu treten. Dies ist auch auf eine verstärkte Auswanderung der tendenziell höheren sozialen Schichten angehörenden Protestanten zurückzuführen; diese machten 2013 noch rund 10 Prozent der Talbevölkerung aus.

### Neuzeit
1797 gliederte Napoleon das Veltlin der Cisalpinischen Republik an. Das Puschlav war davon jedoch ausgenommen. Diese neue Grenze und eine Handelsblockade schnitten eine Talgemeinschaft, die seit Jahrhunderten durch gemeinsamen Handel verbunden gewesen war, entzwei und schwächten sie. 1851 wurde die Gemeinde Brusio definitiv von Poschiavo unabhängig. Durch einen Bundesbeschluss von 1869 ging das Puschlav vom Bistum Como an das Bistum Chur.
Nach 1800 setzte eine verstärkte Auswanderung in die umliegenden Länder und nach Australien ein, weil die einheimische Landwirtschaft die wachsende Bevölkerung nicht mehr ernähren konnte. Zwischen 1842 und 1865 wurde eine erste Strasse über den Berninapass gebaut. 1857 wurde ein Bad- und Kurhotel in Le Prese eröffnet. 1906 wurden die ersten Wasserkraftwerke von Brusio in Betrieb genommen, und 1908 bis 1910 wurde die über den Berninapass führende Berninabahn errichtet. In der Folge begann ein wirtschaftlicher und touristischer Aufschwung, was sich auch in steigenden Einwohnerzahlen zeigte. Im Jahr 2000 waren mehr als 50 Prozent der Arbeitsplätze dem Dienstleistungssektor zugeordnet. Die meisten Bauernbetriebe im Puschlav sind bio-zertifiziert und bewirtschaften über 90 Prozent der Agrarflächen nach ökologischen Richtlinien.
In den 1960er- und 1970er-Jahren florierte im Puschlav der Schmuggel. Auf gefährlichen Schleichwegen wurden täglich tonnenweise Kaffee und Zigaretten durch die "Contrabbandieri" (Schmuggler) zu Fuss über die Grenze nach Italien gebracht. Die Schweiz tolerierte den Schmuggel, da die Bundeskasse davon profitierte, alleine 1969 mit rund 100 Millionen Franken.
2005 wurde eine neue grenzüberschreitende Hochspannungsleitung (380 Kilovolt = Höchstspannung) in Betrieb genommen. Die 44 Kilometer lange Leitung führt vom Puschlav ins Valle Camonica und soll das Risiko eines landesweiten Blackouts in Italien wie am 28. September 2003 vermindern.

## Essen und Trinken
Das Puschlav ist reich an traditionellen kulinarischen Spezialitäten. Bekannt sind insbesondere die Pizzoccheri (Buchweizen-Nudeln mit Gemüse und viel Käse), die Capunet (Spinatspätzle), die Brasciadela (Ringbrot, oft mit Anis, das entweder ganz frisch oder über Monate steinhart getrocknet gegessen wird), die Puschlaver Mortadella, eine Wurstspezialität, die es sowohl zum Kochen oder bereits gekocht als auch secca (luftgetrocknet) gibt. Die Furmaghin da Cion, eine Pastete aus Schweinefleisch, ist ein Presidio von Slow Food Schweiz. Bekannt ist auch der lokale Käse.
Zu den Speisen gehört ein Rotwein aus dem nahen Veltlin, wo die Puschlaver Winzer und Weinkellereien ihre Weinberge besitzen.

## Verkehr und Tourismus

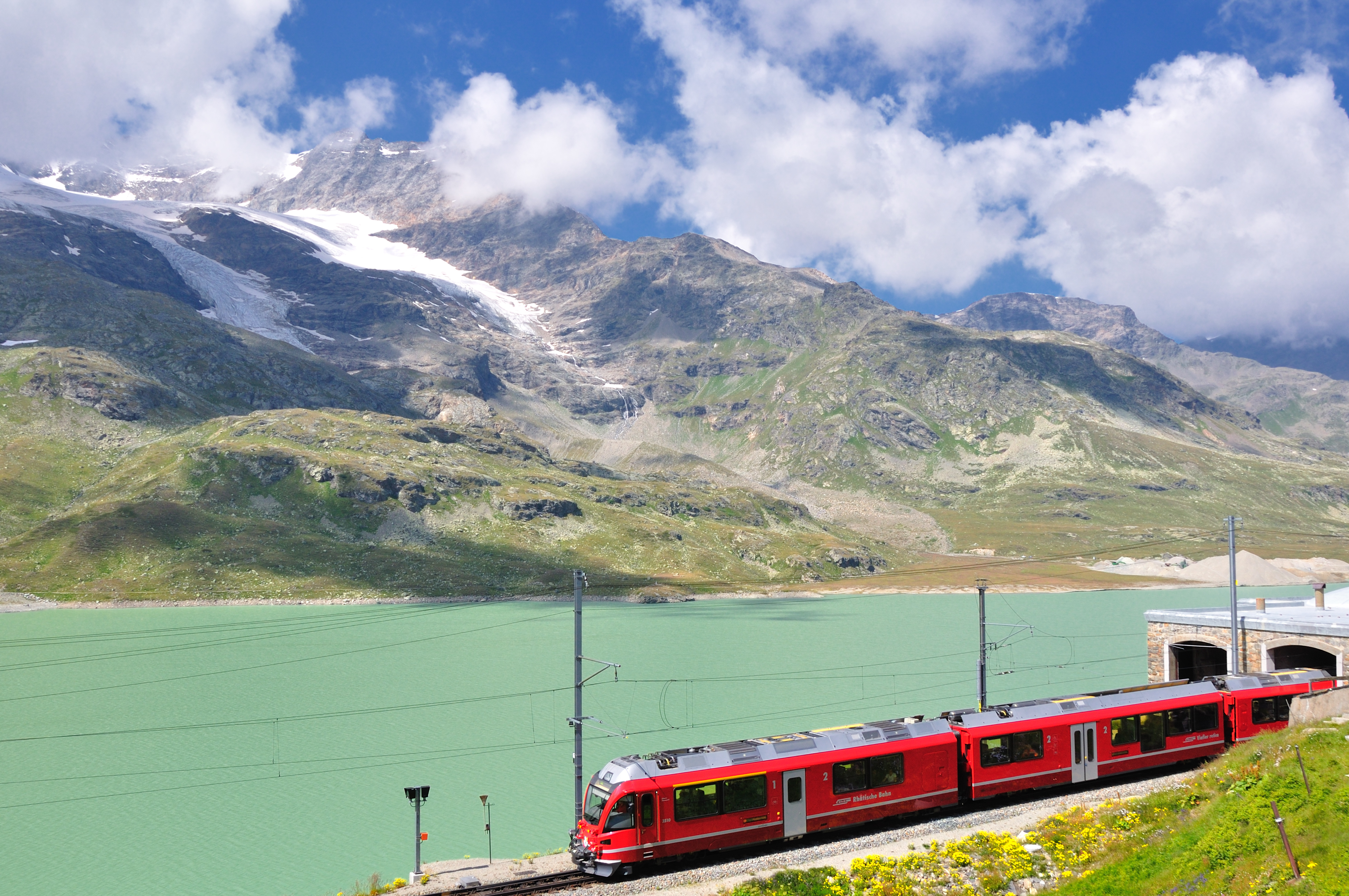
Berninabahn bei Ospizio Bernina

Touristisch ist das Puschlav vor allem wegen der 2008 zum UNESCO-Welterbe erklärten Berninabahn bekannt, die seit 1910 das Tal in seiner ganzen Länge erschliesst. Eine gut ausgebaute Kantonsstrasse, die Hauptstrasse 29, führt durch das ganze Tal.
Das Tal bietet vielfältige Möglichkeiten für Aktivitäten im Freien. Beliebte Wanderwege finden sich zwischen Berninapass und Alp Grüm, im landschaftlich reizvollen Val di Campo oder zur Kirche San Romerio, die unmittelbar am Abgrund hoch über dem See liegt. Berühmt ist der historische Ortskern des Städtchens Poschiavo mit seinen Palazzi. Am Rande der Cavaglia-Ebene liegt der Gletschergarten von Cavaglia mit zahlreichen Gletschermühlen.
Schiffsfahrten auf dem Lago di Poschiavo werden in den wärmeren Monaten von Frühling bis Herbst angeboten.

## Architektur
Eine Besonderheit des Puschlavs ist das Crotto, ein steinernes Rundhaus zur Lebensmittellagerung.

## Bilder

Puschlav, von Alp Grüm (Bild von Leo Wehrli, 1939)
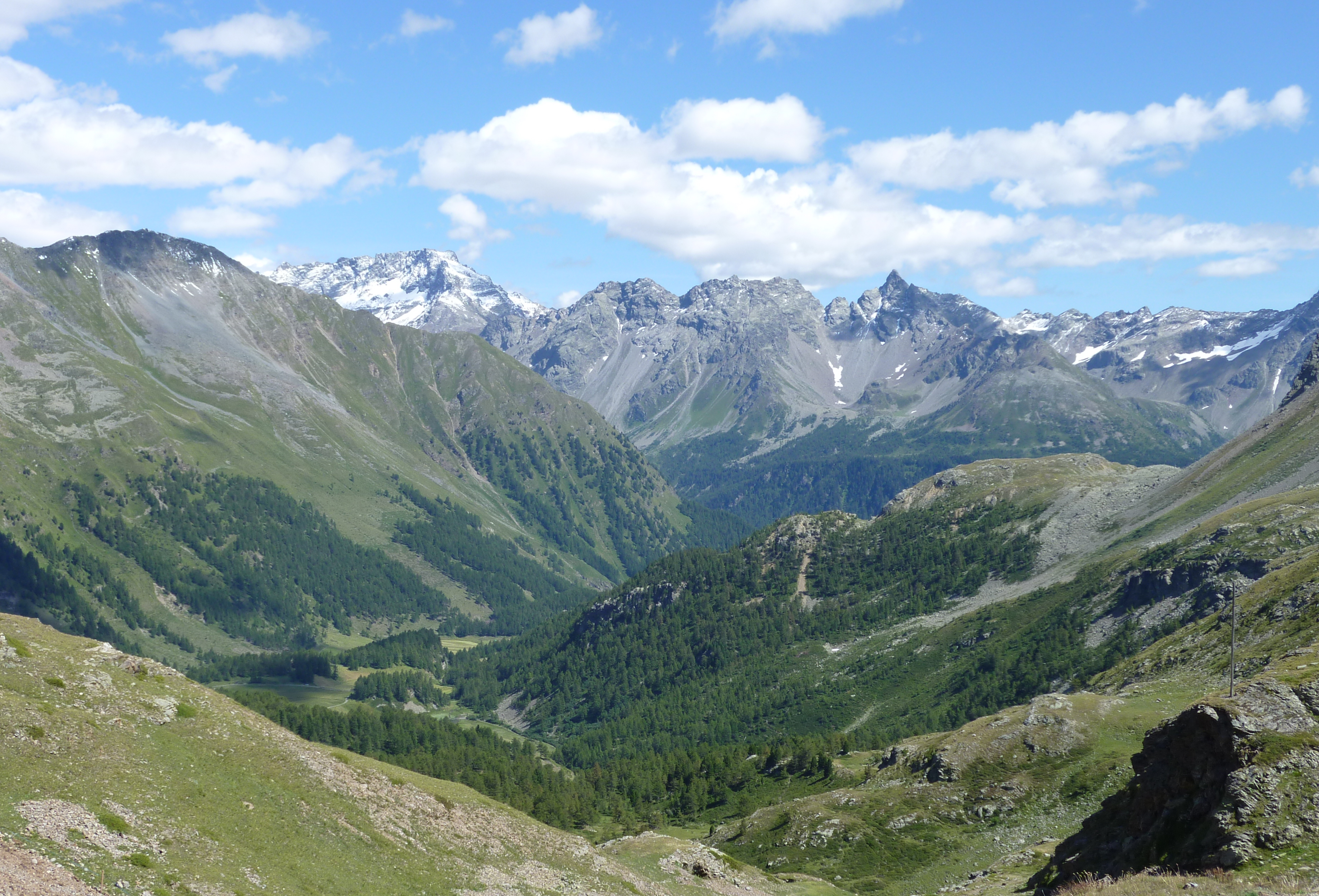
Südseite des Berninapasses
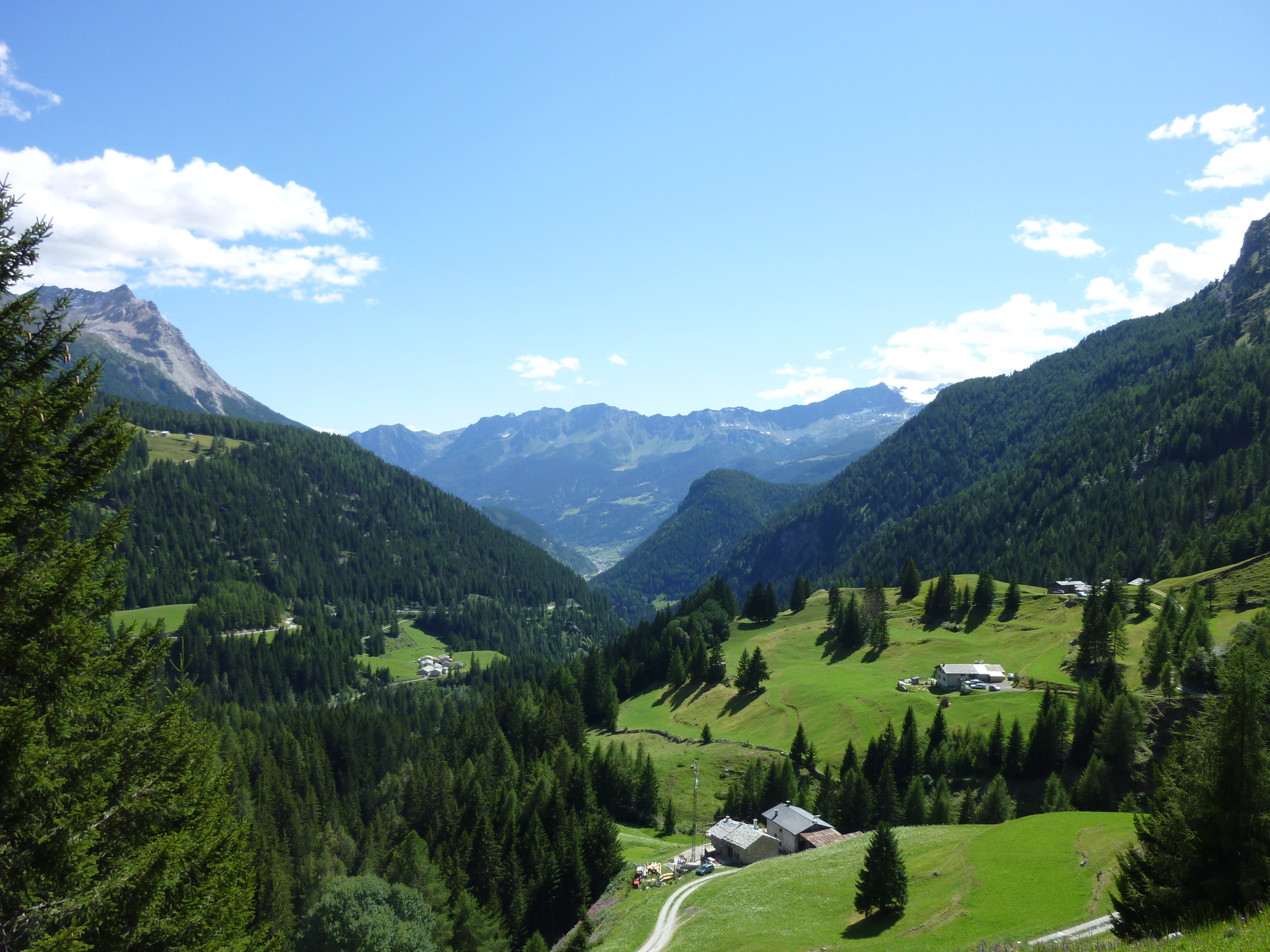
Bei La Rösa an der Passstrasse
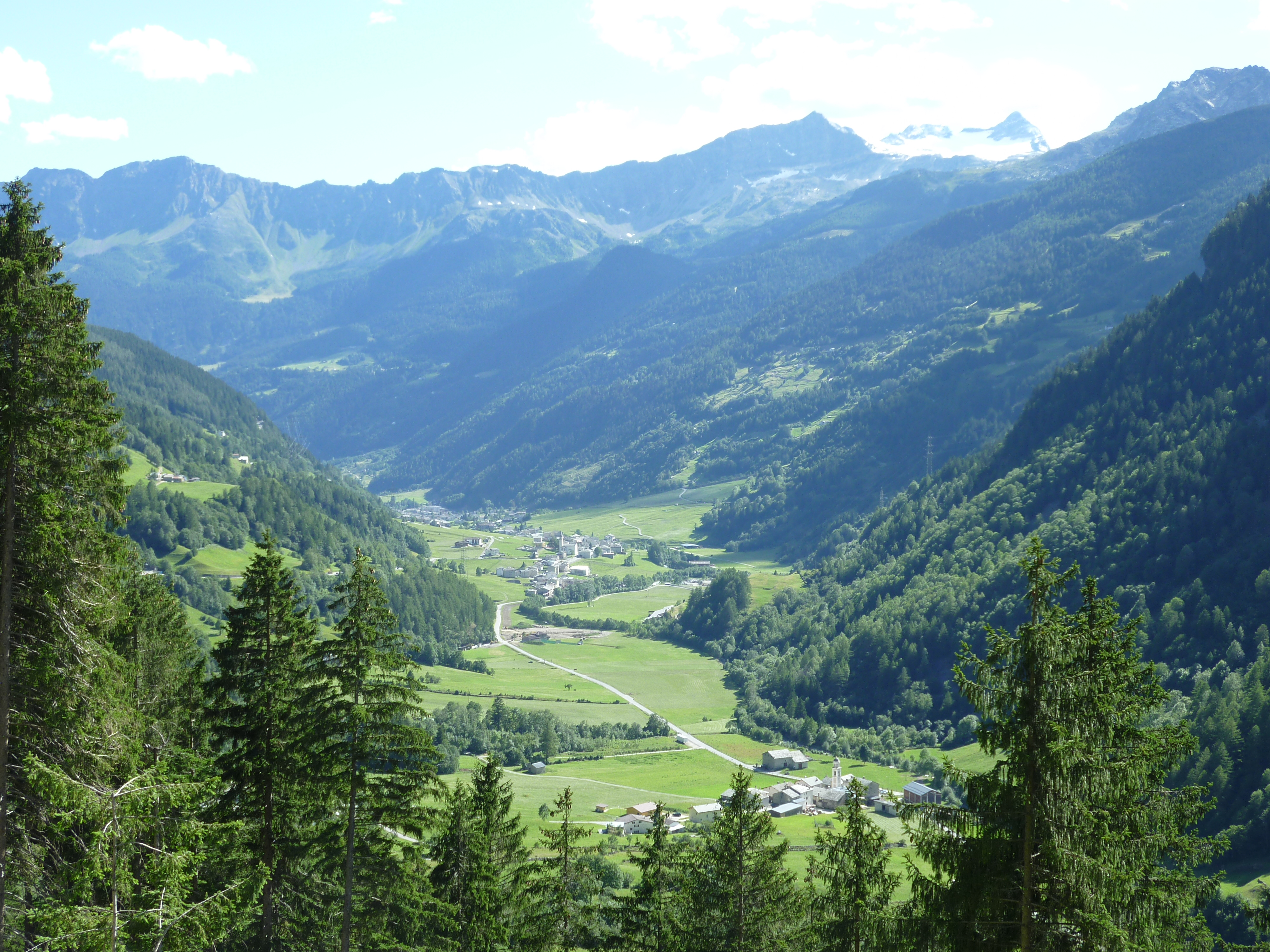
San Carlo (hinten) und Angeli Custodi (vorne)
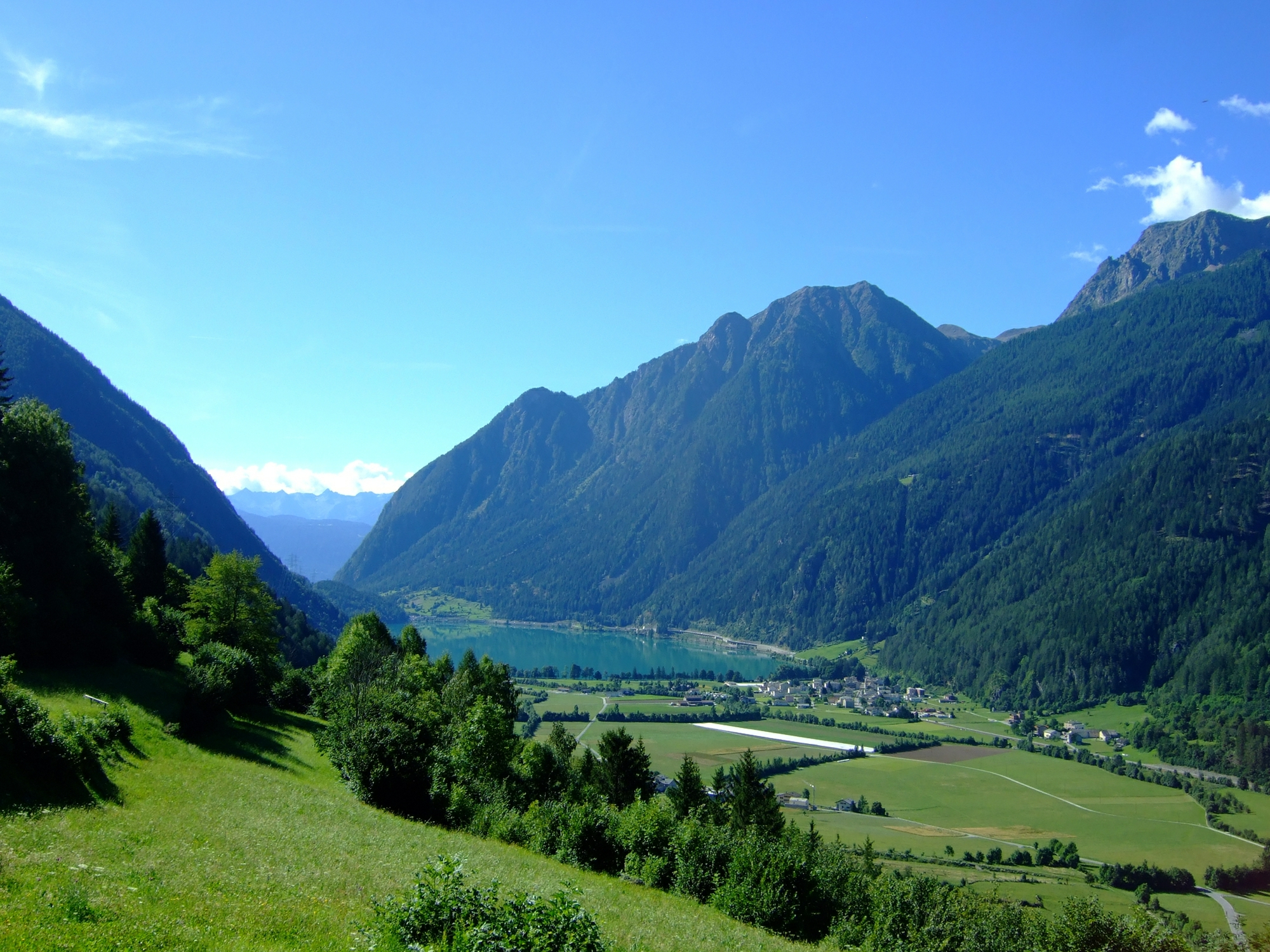
Le Prese und Lago di Poschiavo
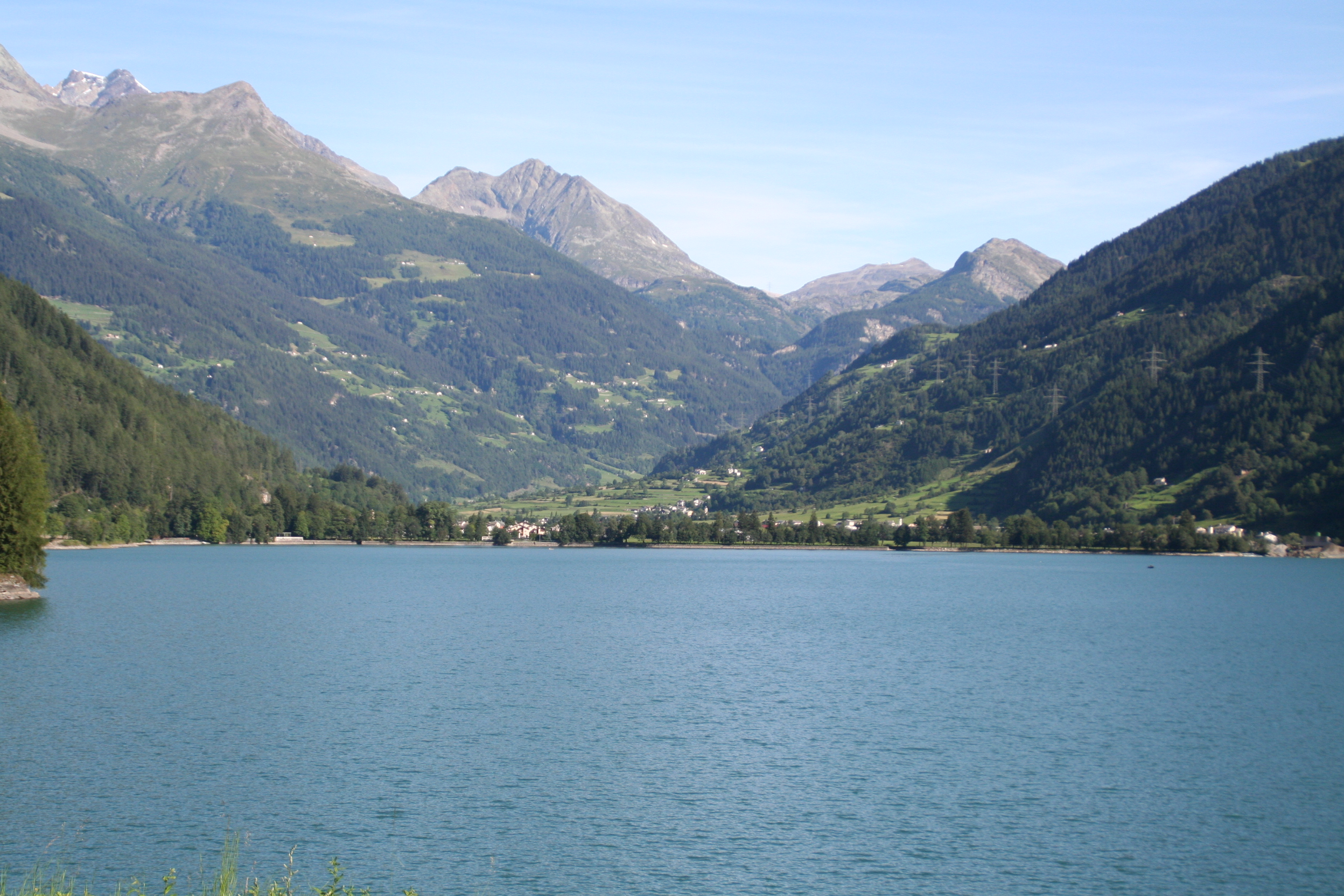
Blick über den See in Richtung Le Prese